# Rybník Moře
Přírodní památka Rybník Moře se nachází 17 km jihozápadně od Pardubic v osadě Rašovy. Je tvořena samotným rybníkem i podmáčenou olšinou, která se k rybníku přimyká v místě, kde ústí přítoková vodoteč. Rybník je mělký, rybářsky využívaný k chovu ryb, v západní části s dobře vyvinutým litorálním pásmem. Břehové porosty se vyskytují pouze u západních břehů rybníka a tvoří je zejména úzký pás rákosu a orobince širolistého (Typha latifolia).

## Předmět ochrany
Cílem ochrany je zachování významného a pravidelného výskytu obojživelníka kuňky ohnivé (Bombina bombina).

## Galerie

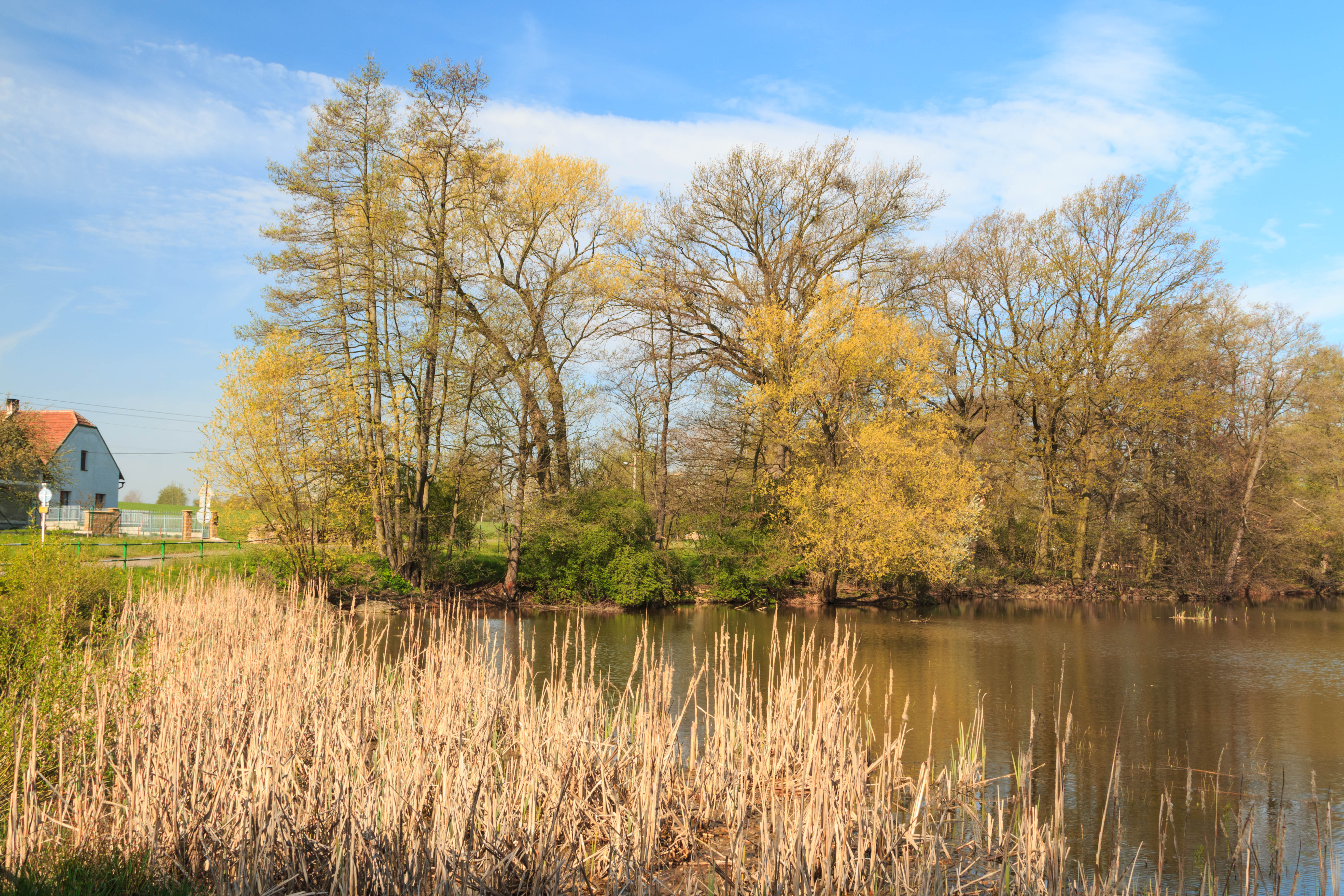
Přírodní památka Rybník Moře
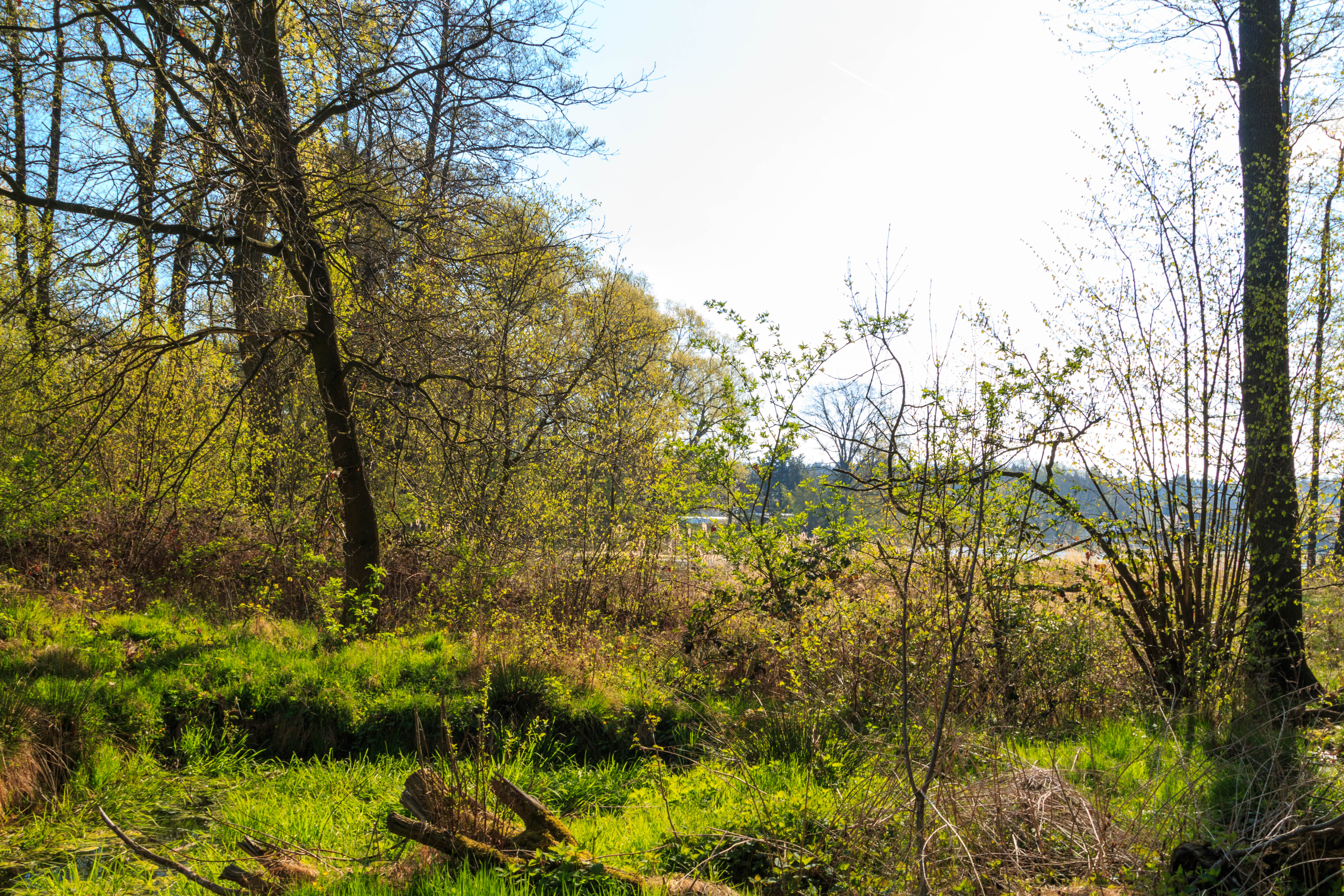
Přírodní památka Rybník Moře
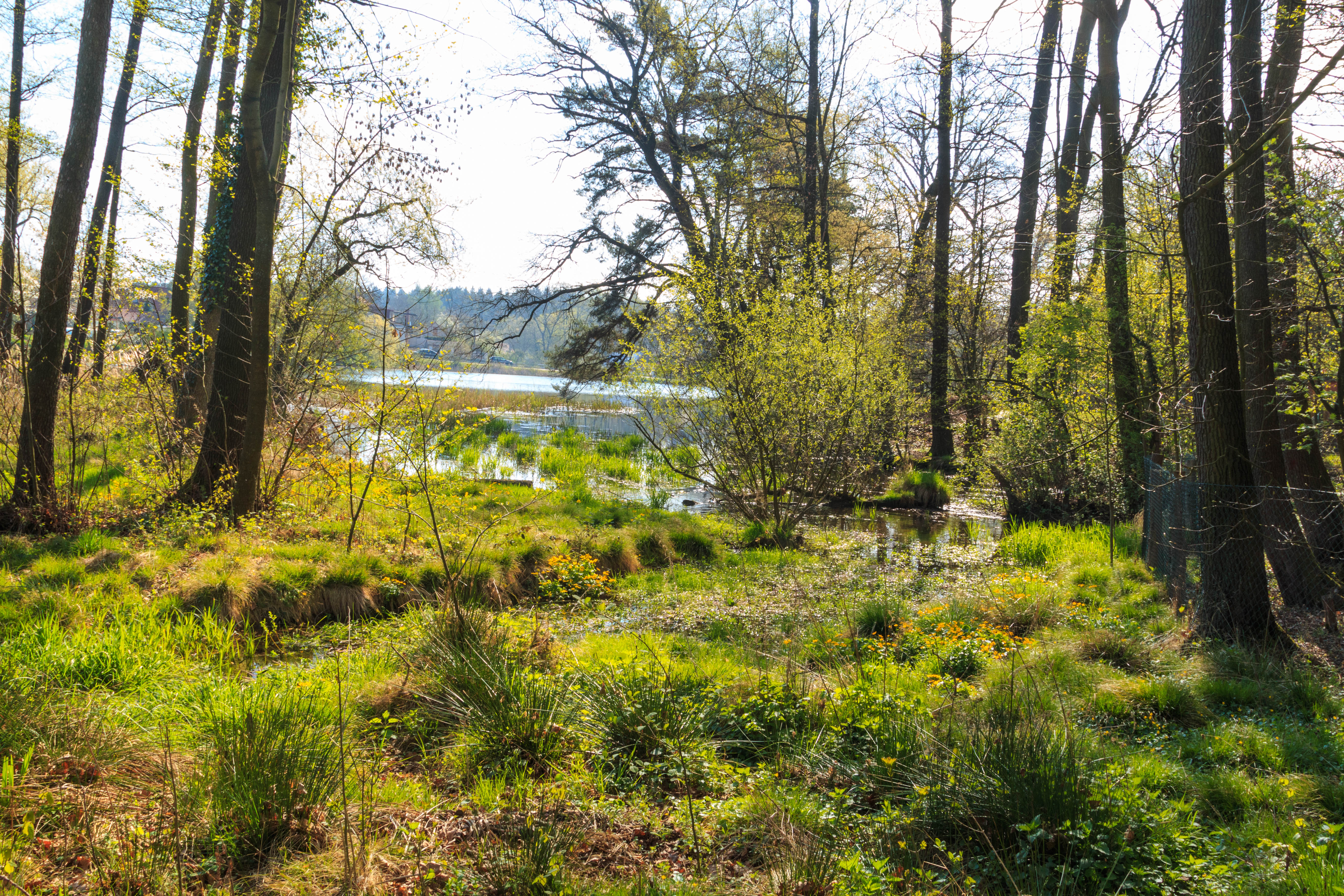
Přírodní památka Rybník Moře
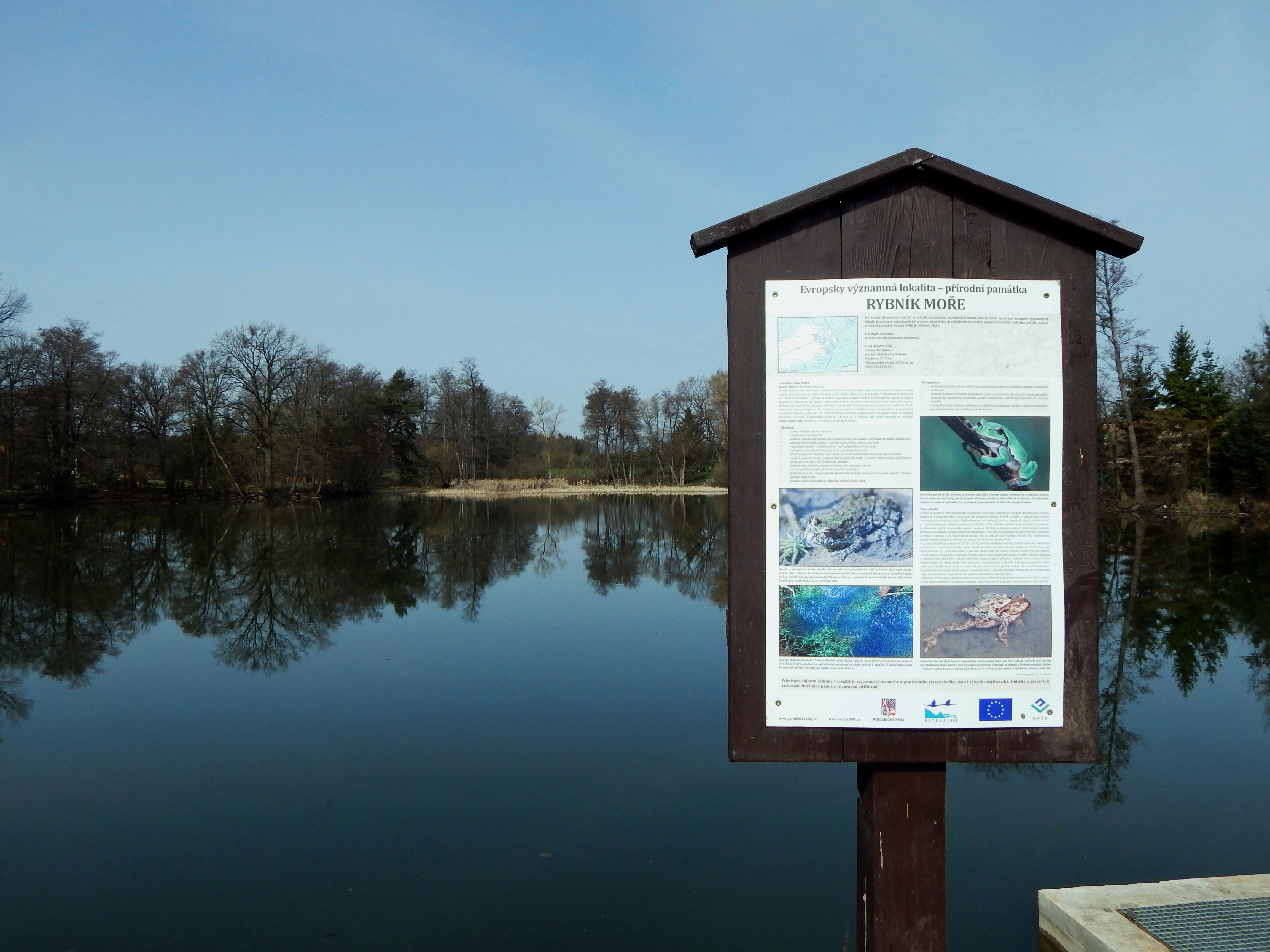
Na hrázi rybníka